# Wojciech Barański (naukowiec)
Wojciech Barański – polski lekarz weterynarii, doktor habilitowany nauk weterynaryjnych, profesor na Uniwersytecie Warmińsko-Mazurskim w Olsztynie, specjalista od rozrodu zwierząt.

## Kariera naukowa
W 1998 roku na Akademii Rolniczo-Technicznej w Olsztynie uzyskał tytuł lekarza weterynarii. W 2002 roku na Wydziale Medycyny Weterynaryjnej Uniwersytetu Warmińsko-Mazurskiego w Olsztynie uzyskał stopień doktora nauk weterynaryjnych na podstawie rozprawy pt. Stan zdrowotny macicy i płodność klaczy w rui źrebięcej, której promotorem był Tomasz Janowski. W tym samym roku został zatrudniony na tejże uczelni, a w 2014 roku uzyskał na jej Wydziale Medycyny Weterynaryjnej stopień doktora habilitowanego nauk weterynaryjnych na podstawie pracy pt. Wybrane aspekty etiopatogenezy, rozpoznawania i wpływu na płodność podklinicznego zapalenia błony śluzowej macicy u bydła.